# 兪風雷
兪 風雷（ゆ ふうらい）は、中国法学者、法学博士（早稲田大学）。中国知的財産法学会常務理事、中国科学技術法学会常務理事、天津大学知的財産法研究基地執行主任、天津大学法学部教授、天津市法学会知的財産法学研究会会長を務めている。

## 経歴
- 2000年早稲田大学法学研究科修士課程
- 2002年早稲田大学法学研究科博士課程
- 2005年早稲田大学知的財産法制研究センター
- 2010年天津大学法学部教職
- 2010年10月天津大学知的財産研究センター創立
- 2015年12月天津大学知的財産法研究基地設立
- 2022年4月天津市法学会知的財産法学研究会会長就任

## 著書
- 『中国知的財産法制の公益と私益』早稲田大学出版部　2010年11月

## 論文
- 中国民法典編纂における知的財産権を巡る議論 （2004）
- 中国における企業従事者の発明権利帰属問題 （2005）
- 中国特許法の第三次改正について（2009）
- 中国大学技術移転制度について　「科技と法律」2011年
- 判例から見えた中国知財法制の現状（2013）
- 中国における知財の動き : 知財専門法院の設立について（2014）
- 特許資産の証券化に関する法学価値評価　「知的財産」2013年
- 知的財産濫用規制の私法アプローチ分析　「知的財産」2015年
- 日本職務発明における貢献度問題　「知的財産」2015年
- 日本知的財産の十年ビジョンについて　「私法」2014年
- 知的財産審判における専門家補佐制度改革について「湖北社会科学」2015年
- 商標法における使用問題を論じる　「天津大学学報」（社会科学版）2015年
- 商標法における先使用抗弁権を論じる　「知的財産」2015年
- 中国の特許紛争仲裁制度について　「天津法学」2018年
- 知的財産権保護における利益衡平理論制度構築　「求索」2019年
- 中日人工知能生成コンテンツの著作権保護に関する立法研究　「科学技術と法律」2020年
- 特許開放許可規則の解析　「天津法学」2022年
- NFT取引プラットフォームの責任：法的定性、帰責原則及び辺界　中南大学学報（社会科学版）2023年
- 販売偽登録商標商品罪における「重大な情状」の認定　「科学技術と法律」2023年